# Camponotus carbonarius
Camponotus carbonarius är en myrart som först beskrevs av Pierre André Latreille 1802.  Camponotus carbonarius ingår i släktet hästmyror, och familjen myror. Inga underarter finns listade.